# Pałac w Kalsku (Gmina Sulechów)
Pałac w Kalsku – zabytkowy pałac w miejscowości Kalsk (województwo lubuskie).
Pałac wybudowany na przełomie XVII i XVIII w. przez Ludwiga von Sydow (zm. 1821) ppor. pułku dragonów, następnie dyr. prowincji głogowsko-żagańskiej. Po jego śmierci, pałac przejął jego najmłodszy syn Ferdinand von Sydow (zm. 1826) ze Smardzewa, który miał dwoje dzieci. Następnie pałac był własnością Otto von Sydow, który w drugiej połowie XIX w. przebudował obiekt. 

## Opis
Od frontu ryzalit z głównym wejściem w ganku z dwoma kolumnami. Nad wejściem i środkowym oknem pierwszego piętra znajduje się kartusz z herbem von Sydow. 

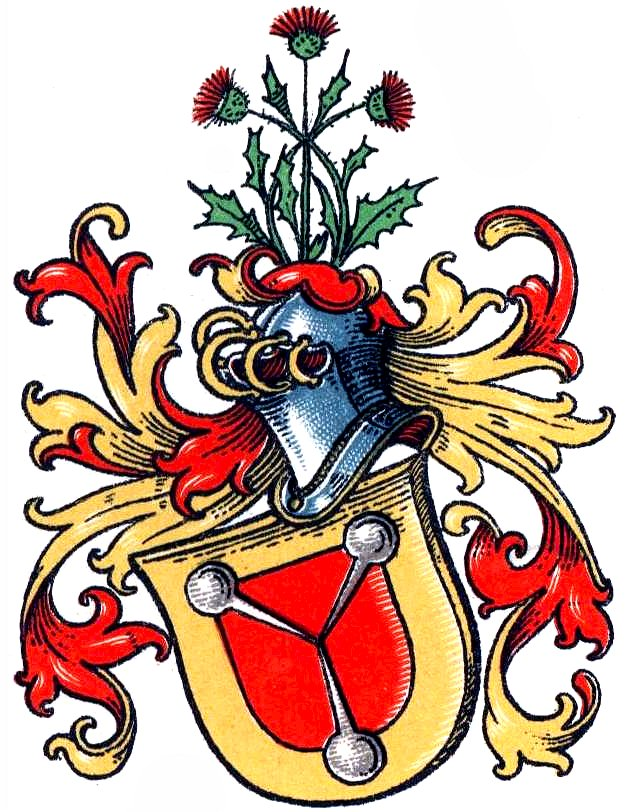
Herb rodziny von Sydow
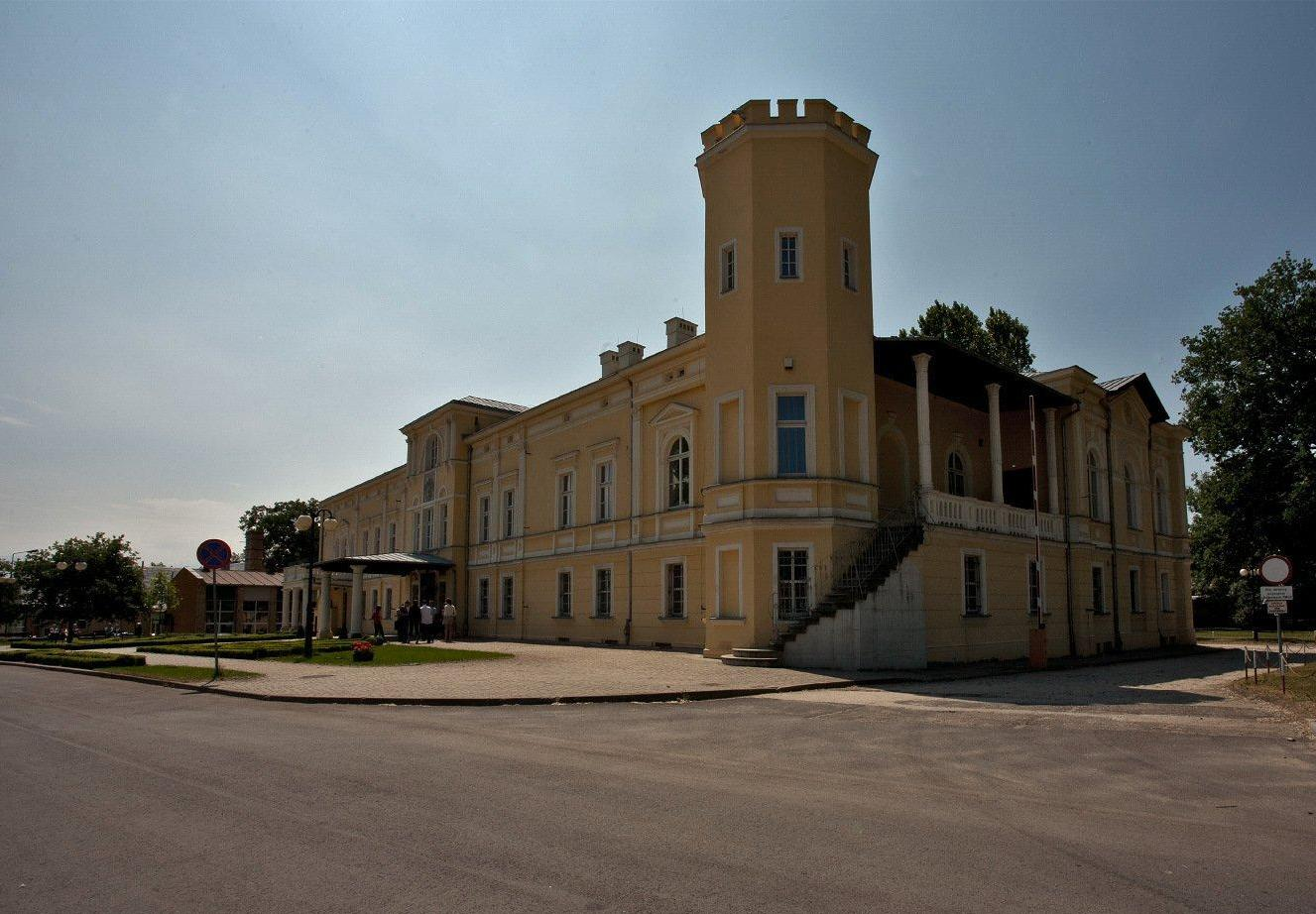
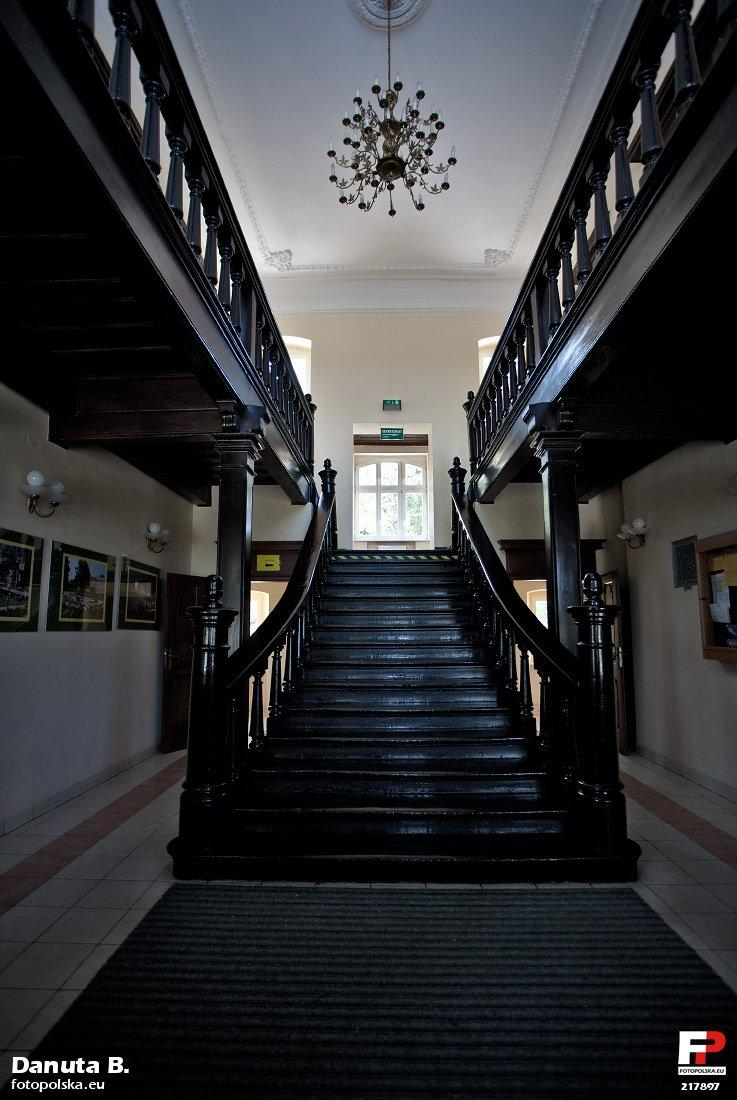
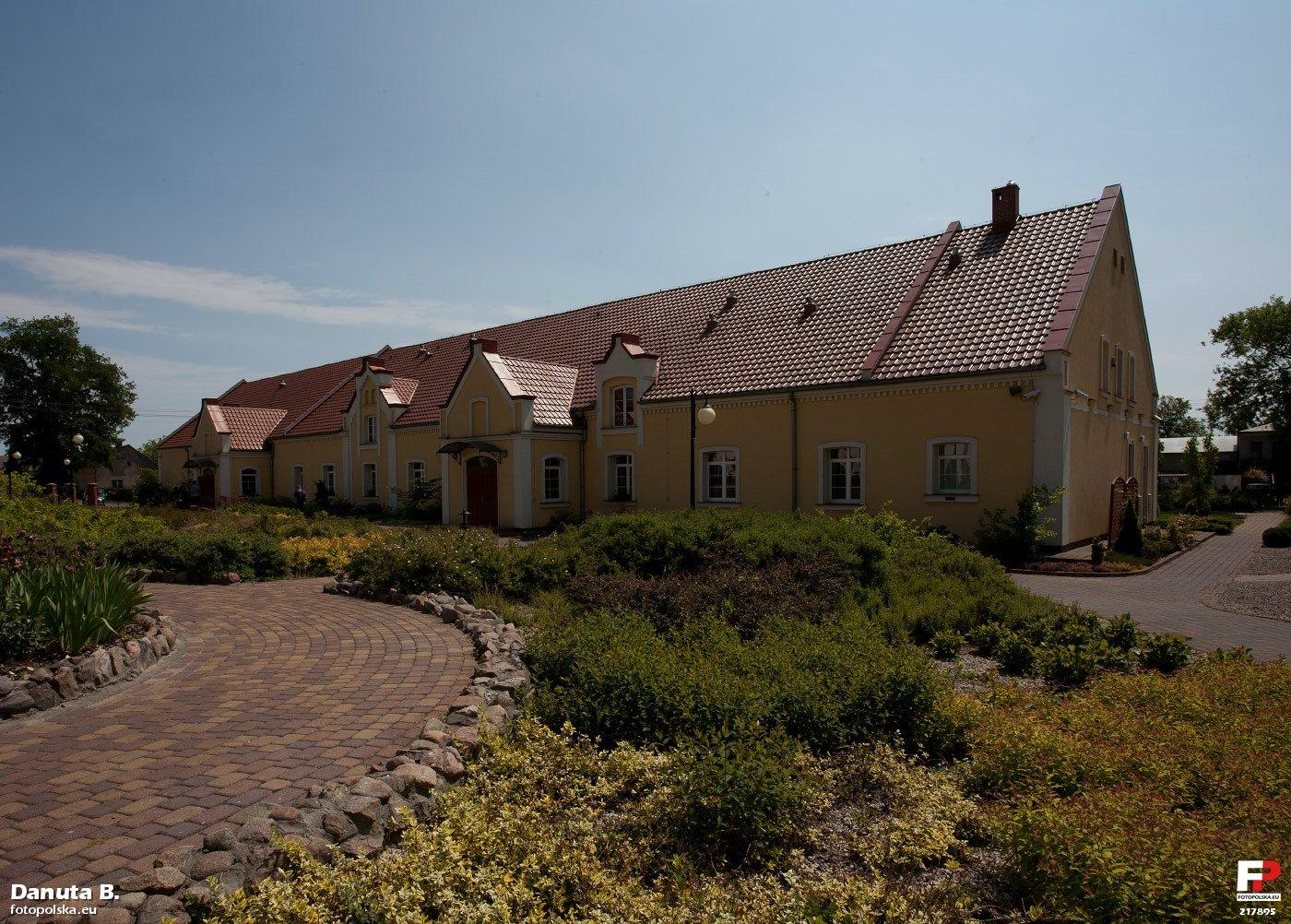